# Kurt Wüsthoff
Kurt Wüsthoff (ur. 27 stycznia 1897 w Akwizgranie, zm. 23 lipca 1926 w Dreźnie) – as lotnictwa niemieckiego Luftstreitkräfte z 27 potwierdzonymi  zwycięstwami w I wojnie światowej.

## Życiorys
Kurt Wüsthoff w wieku 16 lat zgłosił się do armii i uzyskał licencję pilota. W momencie wybuchu I wojny światowej był za młody, aby wysłać go na front. Został skierowany do jednostki uzupełnień Fliegerersatz Abteilung Nr. 6 jako instruktor. Dopiero w 1915 roku udało mu się uzyskać przeniesienie do jednostki bojowej Kagohl 1. Walczył najpierw we Flandrii, a następnie w Bułgarii, Rumunii i Macedonii oraz w Grecji. Pełnił służbę jako pilot samolotów rozpoznawczych i bombowych do czerwca 1917 roku. Po uzyskaniu promocji na stopień podoficerski został przeniesiony do eskadry myśliwskiej Jagdstaffel 4 dowodzonej wówczas przez Kurta-Bertrama von Döring i walczącej we Francji. Pierwsze zwycięstwo odniósł 15 czerwca. W krótkim czasie przyszły kolejne oraz liczne odznaczenia wojenne.
17 czerwca 1918 roku, mając na koncie 27 zwycięstw powietrznych, został zestrzelony w walce z kilkoma samolotami z 23 i 24 Eskadry RAF. Udało mu się wylądować i z poważnymi ranami obu nóg dostał się do niewoli francuskiej. W niewoli przebywał do 1920 roku. Do zdrowia powrócił dopiero po kolejnych dwóch latach leczenia w szpitalach w Dreźnie, przez większą część tego okresu poruszając się o kulach. Po zakończeniu leczenia został zatrudniony w przemyśle samochodowym i powrócił do latania.
Zginął w wyniku obrażeń poniesionych w wypadku lotniczym w czasie pokazów w Dreźnie 18 lipca 1926 roku. W czasie akrobacji jego samolot uderzył w ziemię. Kurt Wüsthoff został ciężko ranny i zmarł w szpitalu pięć dni później.

## Odznaczenia
- Pour le Mérite – 22 listopada 1917
- Królewski Order Rodu Hohenzollernów
- Krzyż Żelazny I Klasy
- Krzyż Żelazny II Klasy